# Алексее-Тенгинское сельское поселение
Алексее-Тенгинское сельское поселение — муниципальное образование в Тбилисском районе Краснодарского края России.
В рамках административно-территориального устройства Краснодарского края ему соответствует Алексее-Тенгинский сельский округ.
Административный центр — станица Алексее-Тенгинская.

## Население
| 2010  | 2012  | 2013  | 2014  | 2015  | 2016  | 2017  |
| ----- | ----- | ----- | ----- | ----- | ----- | ----- |
| 1543  | ↘1541 | ↘1516 | ↘1513 | ↗1520 | ↘1514 | ↘1491 |
| 2018  | 2019  | 2020  | 2021  | 2023  |       |       |
| ↘1485 | ↗1518 | ↘1508 | ↘1491 | ↘1467 |       |       |

## Населённые пункты
В состав сельского поселения (сельского округа) входят 4 населённых пункта:
| № | Населённый пункт   | Тип населённого пункта | Население (чел.) |
| - | ------------------ | ---------------------- | ---------------- |
| 1 | Алексее-Тенгинская | станица                | ↘1235            |
| 2 | Верхний            | хутор                  | ↘33              |
| 3 | Причтовый          | хутор                  | ↘130             |
| 4 | Средний            | хутор                  | ↘145             |